# Pterotricha tikaderi
Pterotricha tikaderi är en spindelart som beskrevs av Gajbe 1983. Pterotricha tikaderi ingår i släktet Pterotricha och familjen plattbuksspindlar. Inga underarter finns listade i Catalogue of Life.